# Najmniej znaczący bit

Przykładowa reprezentacja binarna bajtu wynoszącego w systemie dziesiętnym 149, z podświetlonym najmniej znaczącym bitem. Waga LSB wynosi tutaj 1 (2^{0}), MSB – 128 (2^{7})

Najmniej znaczący bit (ang. least significant bit, LSB), zwany też najmłodszym bitem – bit o najmniejszej wadze, znajdujący się w słowie maszynowym na miejscu najbardziej wysuniętym w prawo, przedstawiający najmniejszą wartość liczbową. Na przykład dla wartości 8-bitowej może mieć on postać:
```
1001010
1
```

W kodzie binarnym najmniej znaczący bit świadczy o parzystości liczby – gdy jest równy 1, to liczba jest nieparzysta, gdy 0 – parzysta.